# Olympische Sommerspiele 2012/Leichtathletik – Kugelstoßen (Frauen)

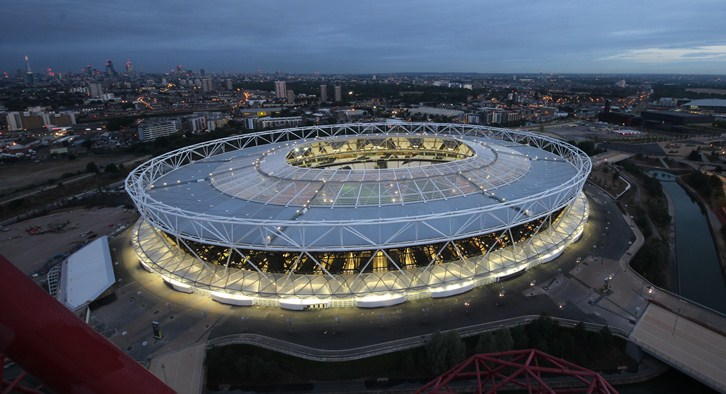
Das Olympiastadion von London im Jahr 2015

Das Kugelstoßen der Frauen bei den Olympischen Spielen 2012 in London wurde am 6. August 2012 im Olympiastadion London ausgetragen. 32 Athletinnen nahmen teil.
Olympiasiegerin wurde die Neuseeländerin Valerie Adams, die vor den beiden Chinesinnen Gong Lijiao und Li Ling gewann.
Für Deutschland nahmen Nadine Kleinert, Christina Schwanitz und Josephine Terlecki teil. Kleinert und Terlecki schieden in der Qualifikation aus. Schwanitz erreichte das Finale und wurde Neunte.

Athletinnen aus der Schweiz, Österreich und Liechtenstein nahmen nicht teil.

## Aktuelle Titelträgerinnen
| Olympiasiegerin                      | Valerie Vili ( Neuseeland) – Mädchenname Valerie Adams: Vili | 20,56 m | Peking 2008       |
| Weltmeisterin                        | Valerie Adams ( Neuseeland)                                  | 21,24 m | Daegu 2011        |
| Europameisterin                      | Nadine Kleinert ( Deutschland)                               | 19,18 m | Helsinki 2012     |
| Zentralamerika und Karibik-Meisterin | Cleopatra Borel ( Trinidad und Tobago)                       | 19,00 m | Mayagüez 2011     |
| Südamerika-Meisterin                 | Natalia Ducó ( Chile)                                        | 17,15 m | Buenos Aires 2011 |
| Asienmeisterin                       | Meng Qiangqiang ( Volksrepublik China)                       | 18,31 m | Kōbe 2011         |
| Afrikameisterin                      | Chinwe Okoro ( Nigeria)                                      | 16,21 m | Porto-Novo 2012   |
| Ozeanienmeisterin                    | Alexaraee Toeaina ( Amerikanisch-Samoa)                      | 11,44 m | Cairns 2012       |

## Rekorde

### Bestehende Rekorde
| Weltrekord         | Natalja Lissowskaja ( Sowjetunion) | 22,63 m | Moskau, Sowjetunion (heute Russland)           | 7. Juni 1987  |
| Olympischer Rekord | Ilona Slupianek ( DDR)             | 22,41 m | Finale OS Moskau, Sowjetunion (heute Russland) | 24. Juli 1980 |

Der seit 1980 bestehende olympische Rekord wurde auch bei diesen Spielen nicht erreicht. Der weiteste Stoß gelang der neuseeländischen Olympiasiegerin Valerie Vili mit 20,70 m in ihrem dritten Versuch im Finale am 6. August. Damit blieb sie 1,71 m unter dem Olympia- und 1,93 m unter dem Weltrekord.

### Rekordverbesserung
Es wurde ein neuer Landesrekord aufgestellt:

17,43 m – Lin Chia-ying (Chinesisch Taipeh), zweiter Versuch in der Qualifikation, Gruppe B am 6. August

## Doping und die Folgen
Das Kugelstoßen bei diesen Spielen brachte zwei Dopingfälle mit sich:
- Schon am Tag nach dem Finale wurde die Belarussin Nadseja Astaptschuk, die zunächst Platz eins belegt hatte, disqualifiziert. In ihren zwei Dopingproben wurde das anabole Steroid Methenolon nachgewiesen.[2] Die nächstplatzierten Athletinnen rückten um jeweils einen Rang nach vorne.
- 2016 wurden bei Nachuntersuchungen auch in der Probe der Russin Jewgenija Kolodkos– zunächst Rang drei – verbotene Substanzen nachgewiesen. Bei ihr wurden das Anabolikum Dehydrochlormethyltestosteron (Turinabol) und das Wachstumshormon Ipamorelin festgestellt. Kolodko wurde nachträglich disqualifiziert. Auch jetzt rückten die nächstplatzierten Athletinnen um jeweils einen Rang nach vorne.[3]

Betroffen von diesen Dopingbetrügereien waren in erster Linie folgende Athletinnen:
- Medaillenbereich*
  - Valerie Adams, Neuseeland – Sie wurde erst nach vier Jahren als Olympiasiegerin von London anerkannt.
  - Gong Lijiao, Volksrepublik China – Sie erhielt ihre Silbermedaille mit einer Verspätung von einigen Tagen und konnte nicht an der Siegerehrung teilnehmen
  - Li Ling, Volksrepublik China – Sie erhielt ihre Bronzemedaille erst nach vier Jahren und konnte ebenfalls nicht an der Siegerehrung teilnehmen
- Im Finale wurden zwei Sportlerinnen um ihre zusätzlichen drei Versuche gebracht, die ihnen als Siebt- und Achtplatzierte zugestanden hätten:
  - Irina Tarassowa, Russland
  - Natalia Ducó, Chile
- In der Qualifikation schieden zwei Athletinnen aus, die am Finale hätten teilnehmen dürfen:
  - Cleopatra Borel, Trinidad und Tobago – 18,36 m in Qualifikationsgruppe A
  - Nadine Kleinert, Deutschland – 18,36 m in Qualifikationsgruppe B

## Legende
Kurze Übersicht zur Bedeutung der Symbolik – so üblicherweise auch in sonstigen Veröffentlichungen verwendet:
| – | verzichtet |
| x | ungültig   |

Anmerkungen:
- Alle Zeiten in diesem Beitrag sind nach Ortszeit London (UTC±0) angegeben.
- Alle Weitenangaben sind in Metern (m) notiert.

## Qualifikation
6. August 2012, 10:45 Uhr
Die Qualifikation wurde in zwei Gruppen durchgeführt. Sechs Athletinnen (hellblau unterlegt) erreichten die Qualifikationsweite für den direkten Finaleinzug von 18,90 m. Damit war die Mindestanzahl von zwölf Finalteilnehmerinnen nicht erreicht. So wurde das Finalfeld mit den sechs nächstbesten Springerinnen beider Gruppen (hellgrün unterlegt) auf zwölf Wettbewerberinnen aufgefüllt. So waren schließlich 18,45 m für die Finalteilnahme zu erbringen. Zu den für das Finale qualifizierten Sportlerinnen gehörten auch die beiden hier angetretenen Dopingbetrügerinnen, sodass schließlich zehn Athletinnen in die Finalwertung kamen.

### Gruppe A
| Platz | Name                      | Nation              | 1. Versuch | 2. Versuch | 3. Versuch | Weite | Anmerkung                              |
| ----- | ------------------------- | ------------------- | ---------- | ---------- | ---------- | ----- | -------------------------------------- |
| 1     | Valerie Adams             | Neuseeland          | x          | 20,40      | –          | 20,40 |                                        |
| 2     | Li Ling                   | Volksrepublik China | 18,86      | 19,23      | –          | 19,23 |                                        |
| 3     | Michelle Carter           | USA                 | 18,27      | 18,63      | x          | 18,63 |                                        |
| 4     | Christina Schwanitz       | Deutschland         | 18,44      | 18,43      | 18,62      | 18,62 |                                        |
| 5     | Cleopatra Borel           | Trinidad und Tobago | 18,26      | 18,36      | 18,34      | 18,36 | eigentlich für das Finale qualifiziert |
| 6     | Chiara Rosa               | Italien             | 17,91      | 18,14      | 18,30      | 18,30 |                                        |
| 7     | Jillian Camarena-Williams | USA                 | 18,22      | 17,99      | 17,51      | 18,22 |                                        |
| 8     | Josephine Terlecki        | Deutschland         | 17,78      | x          | 17,73      | 17,78 |                                        |
| 9     | Leila Rajabi              | Iran                | 17,17      | 17,55      | 17,42      | 17,55 |                                        |
| 10    | Julie Labonté             | Kanada              | 17,48      | 17,32      | x          | 17,48 |                                        |
| 11    | Anita Márton              | Ungarn              | 16,29      | 17,04      | 17,48      | 17,48 |                                        |
| 12    | Anna Awdejewa             | Russland            | 17,47      | x          | x          | 17,47 |                                        |
| 13    | Mailín Vargas             | Kuba                | 16,76      | 16,64      | x          | 16,76 |                                        |
| 14    | Sandra Lemos              | Kolumbien           | 16,50      | 16,07      | x          | 16,50 |                                        |
| 15    | Yelena Smolyanova         | Usbekistan          | 14,35      | 14,43      | –          | 14,43 |                                        |
| DOP   | Nadseja Astaptschuk       | Belarus             | 20,76      | –          | –          | 20,76 | für das Finale zugelassen              |

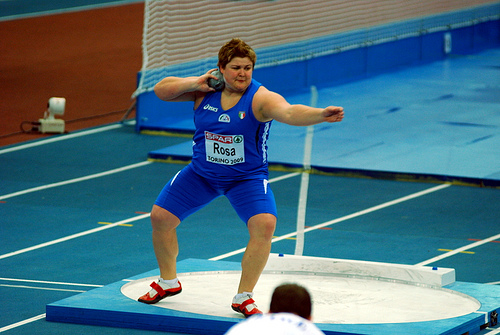
Chiara Rosa – ausgeschieden mit 18,30 m

Weitere in Qualifikationsgruppe  ausgeschiedene Kugelstoßerinnen:

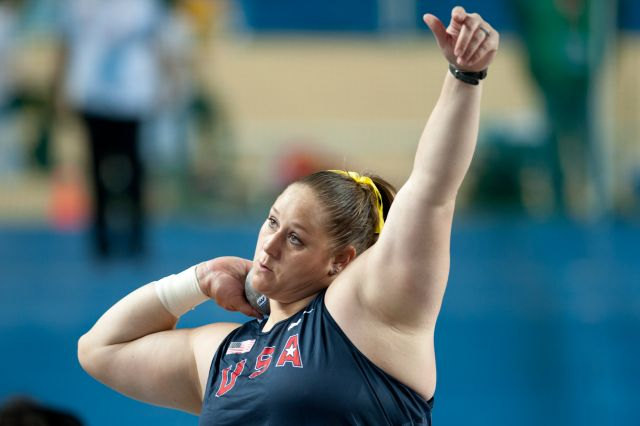
Jillian Camarena-Williams – 18,22 m
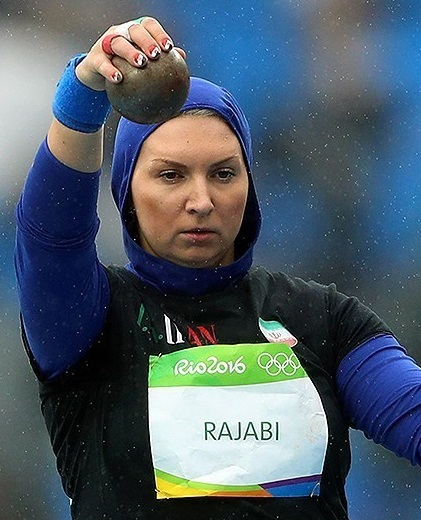
Leila Rajabi –17,55 m
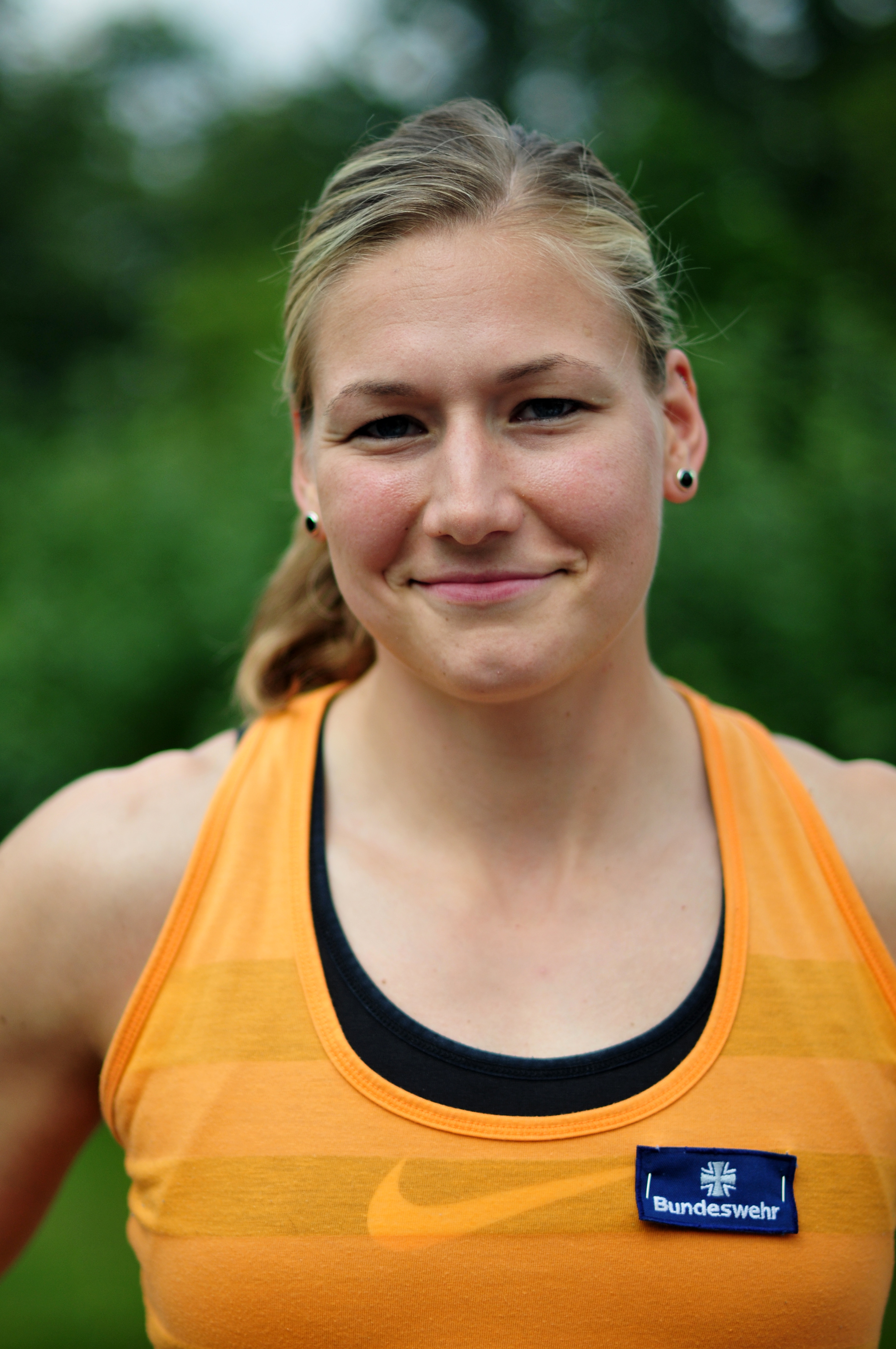
Josephine Terlecki – 17,73 m
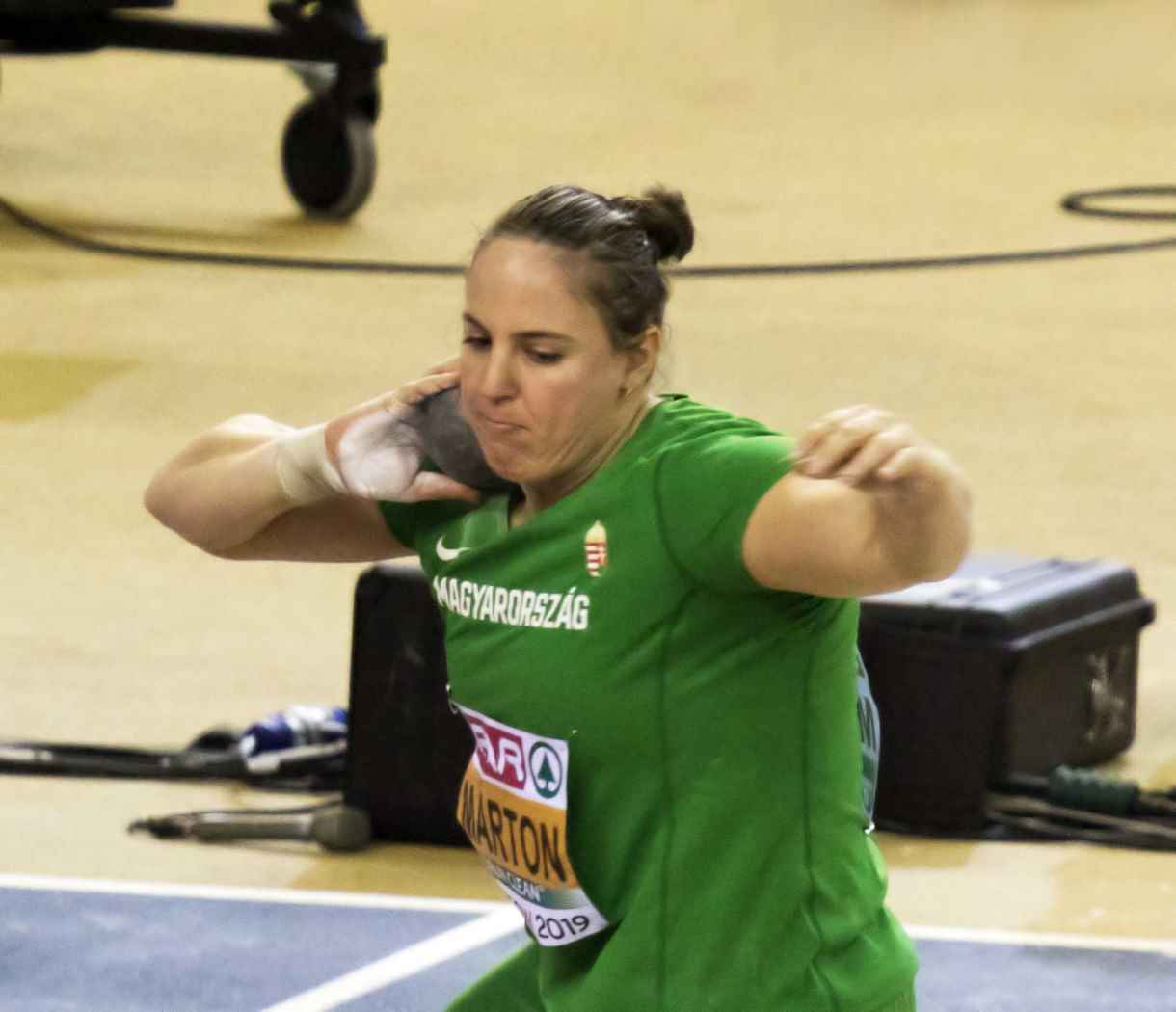
Anita Márton – 17,48 m

### Gruppe B

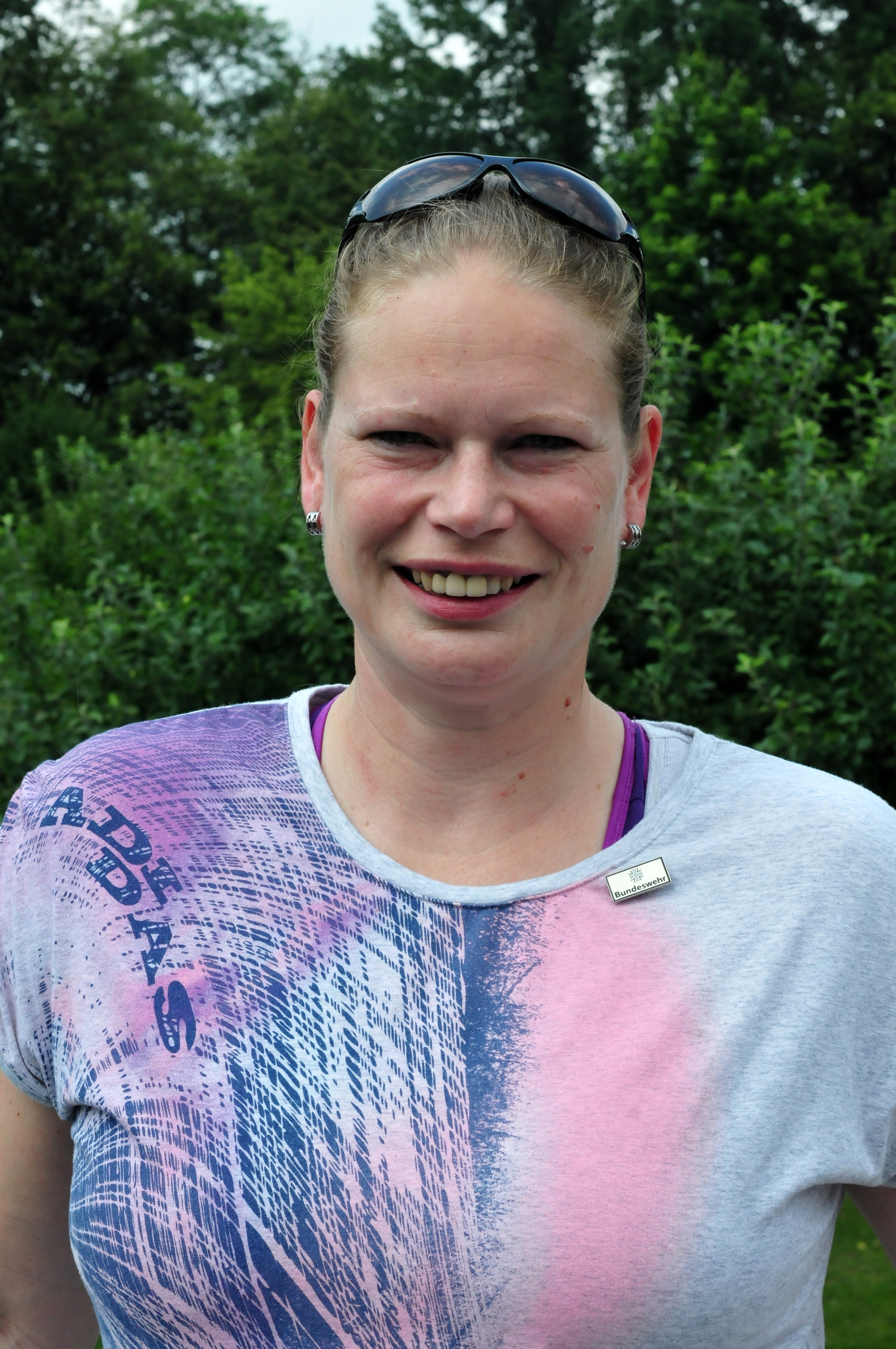
Nadine Kleinert – ausgeschieden mit 18,36 m
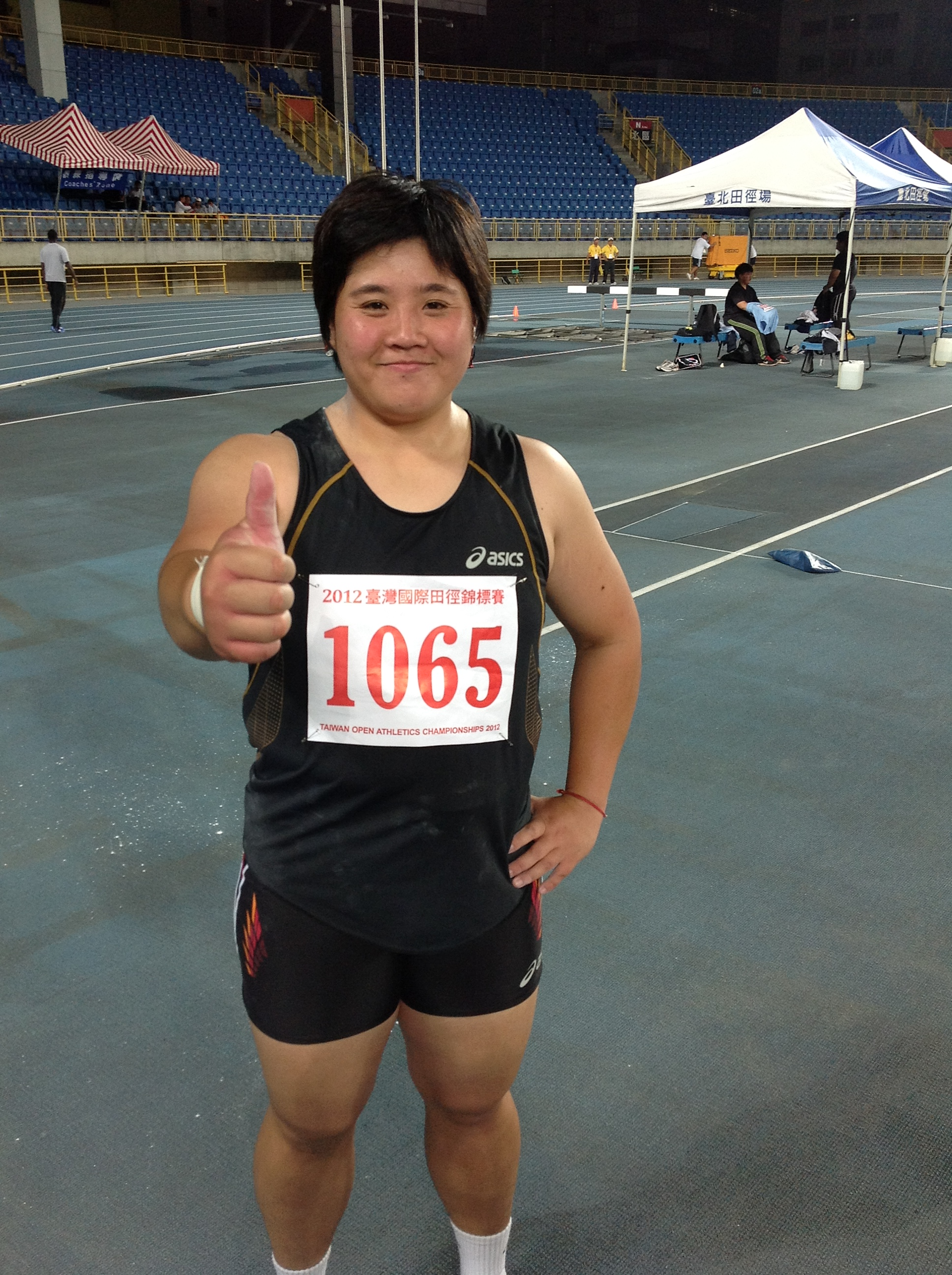
Chia-ying – ausgeschieden mit dem Landesrekord von 17,43 m

| Platz | Name                             | Nation              | 1. Versuch | 2. Versuch | 3. Versuch | Weite | Anmerkung                              |
| ----- | -------------------------------- | ------------------- | ---------- | ---------- | ---------- | ----- | -------------------------------------- |
| 1     | Gong Lijiao                      | Volksrepublik China | 19,11      | –          | –          | 19,11 |                                        |
| 2     | Liu Xiangrong                    | Volksrepublik China | 18,87      | 18,96      | –          | 18,96 |                                        |
| 3     | Irina Tarassowa                  | Russland            | 18,55      | 18,59      | 18,76      | 18,76 |                                        |
| 4     | Natallja Michnewitsch            | Belarus             | 18,60      | 18,12      | 18,30      | 18,60 |                                        |
| 5     | Geisa Arcanjo                    | Brasilien           | x          | 18,47      | 18,33      | 18,47 |                                        |
| 6     | Natalia Ducó                     | Chile               | 18,45      | 18,23      | 18,17      | 18,45 |                                        |
| 7     | Nadine Kleinert                  | Deutschland         | x          | 18,06      | 18,36      | 18,36 | eigentlich für das Finale qualifiziert |
| 8     | Úrsula Ruiz                      | Spanien             | 17,99      | x          | x          | 17,99 |                                        |
| 9     | Janina Karoltschyk-Prawalinskaja | Belarus             | 17,68      | 17,87      | 17,69      | 17,87 |                                        |
| 10    | Tia Brooks                       | USA                 | 17,21      | 17,72      | 17,29      | 17,72 |                                        |
| 11    | Misleydis González               | Kuba                | 17,68      | 17,61      | 17,35      | 17,68 |                                        |
| 12    | Lin Chia-ying                    | Chinesisch Taipeh   | 16,74      | 17,43      | x          | 17,43 | NR                                     |
| 13    | Alexandra Fisher                 | Kasachstan          | 15,84      | 16,16      | x          | 16,16 |                                        |
| 14    | ʻAna Poʻuhila                    | Tonga               | 15,80      | 15,75      | 15,11      | 15,80 |                                        |
| NM    | Radoslawa Mawrodiewa             | Bulgarien           | x          | x          | x          | ogV   |                                        |
| DOP   | Jewgenija Kolodko                | Russland            | 19,31      | –          | –          | 19,31 | für das Finale zugelassen              |

## Finale
6. August 2012, 19:15 Uhr
| Platz | Name                  | Nation              | 1. Versuch | 2. Versuch | 3. Versuch | 4. Versuch                                  | 5. Versuch                                  | 6. Versuch                                  | Weite | Anmerkung |
| ----- | --------------------- | ------------------- | ---------- | ---------- | ---------- | ------------------------------------------- | ------------------------------------------- | ------------------------------------------- | ----- | --------- |
| 1     | Valerie Adams         | Neuseeland          | 20,61      | x          | 20,70      | x                                           | x                                           | 20,24                                       | 20,70 |           |
| 2     | Gong Lijiao           | Volksrepublik China | 20,13      | 19,67      | 19,91      | 19,76                                       | 20,22                                       | x                                           | 20,22 |           |
| 3     | Li Ling               | Volksrepublik China | 18,87      | 18,77      | 19,28      | x                                           | 19,63                                       | 19,58                                       | 19,63 |           |
| 4     | Michelle Carter       | USA                 | 19,05      | 18,83      | 18,92      | 19,42                                       | 19,12                                       | 18,88                                       | 19,42 |           |
| 5     | Liu Xiangrong         | Volksrepublik China | 19,18      | 18,88      | 18,74      | x                                           | 18,47                                       | 18,77                                       | 19,18 |           |
| 6     | Geisa Arcanjo         | Brasilien           | 18,27      | x          | 19,02      | x                                           | x                                           | 17,19                                       | 19,02 |           |
| 7     | Irina Tarassowa       | Russland            | 19,00      | 18,80      | x          | eigentlich zu 3 weiteren Stößen berechtigt  | eigentlich zu 3 weiteren Stößen berechtigt  | eigentlich zu 3 weiteren Stößen berechtigt  | 19,00 |           |
| 8     | Natalia Ducó          | Chile               | 18,80      | 18,70      | 18,62      | eigentlich zu 3 weiteren Stößen berechtigt  | eigentlich zu 3 weiteren Stößen berechtigt  | eigentlich zu 3 weiteren Stößen berechtigt  | 18,80 |           |
| 9     | Christina Schwanitz   | Deutschland         | 18,20      | 18,47      | x          | nicht im Finale der besten acht Athletinnen | nicht im Finale der besten acht Athletinnen | nicht im Finale der besten acht Athletinnen | 18,47 |           |
| 10    | Natallja Michnewitsch | Belarus             | 18,42      | x          | 18,27      | nicht im Finale der besten acht Athletinnen | nicht im Finale der besten acht Athletinnen | nicht im Finale der besten acht Athletinnen | 18,42 |           |
| DOP   | Nadseja Astaptschuk   | Belarus             | 20,01      | 21,31      | 21,36      | 21,15                                       | 21,32                                       | x                                           | 21,36 | [ 2 ]     |
| DOP   | Jewgenija Kolodko     | Russland            | 19,45      | 19,52      | x          | x                                           | x                                           | 20,48                                       | 20,48 | [ 3 ]     |

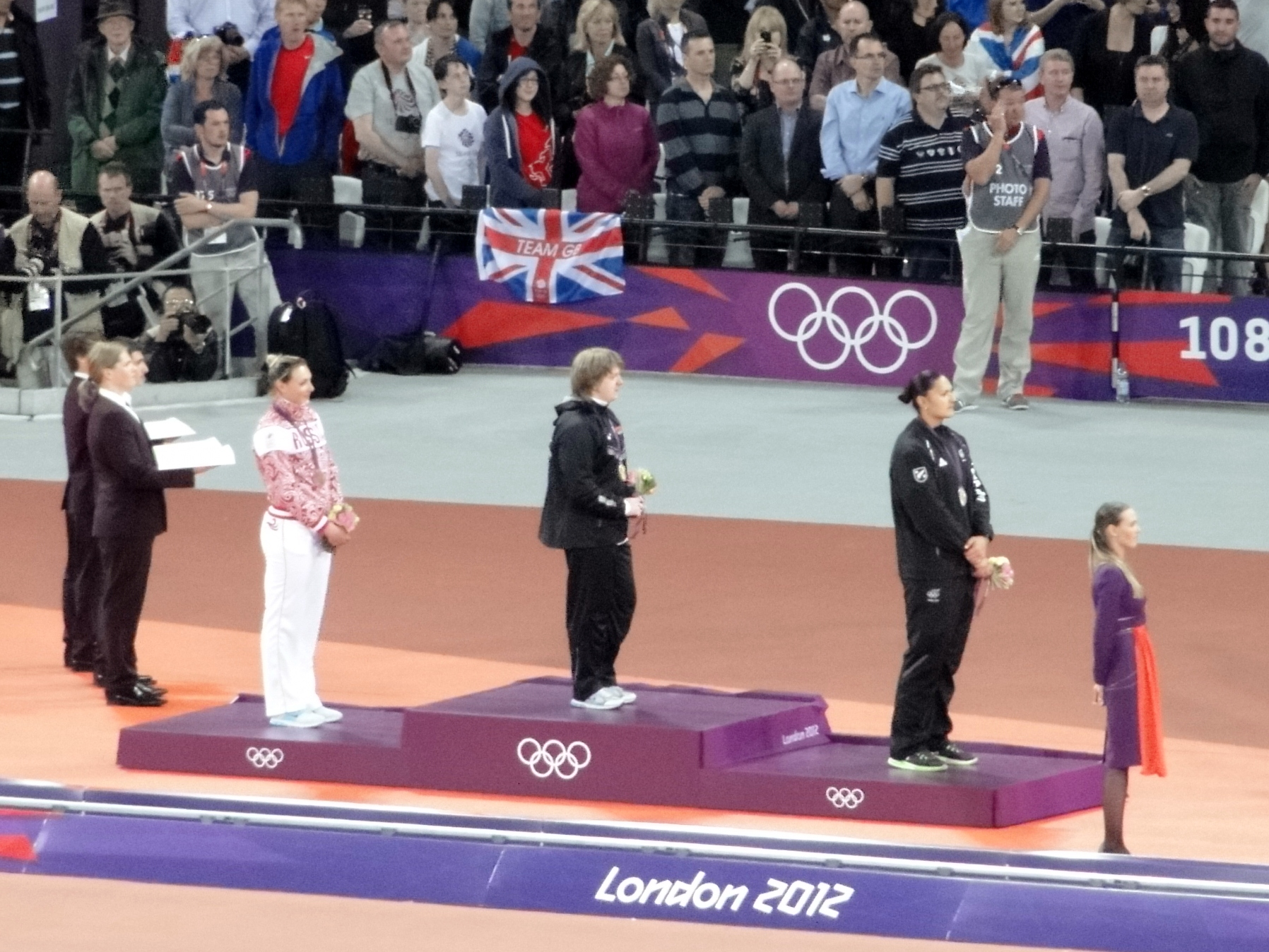
Eine Siegerehrung mit zwei gedopten Sportlerinnen:
links: Jewgenija Kolodko (gedopte und später disqualifizierte Dritte), Mitte Nadseja Astaptschuk (gedopte und später disqualifizierte Siegerin), rechts: Valerie Adams (hier noch als Zweite geehrt, spätere Olympiasiegerin)

Für das Finale hatten sich zwölf Athletinnen qualifiziert, sechs von ihnen über die Qualifikationsweite, weitere sechs über ihre Platzierungen. Drei Chinesinnen kämpften zusammen mit je einer Teilnehmerin aus Brasilien, Chile, Deutschland, Neuseeland, Russland, Weißrussland und den USA um die Medaillen. Darüber hinaus nahmen eine Russin und eine Belarussin am Finale teil, die gedopt waren. Ausgerechnet diese beiden belegten zunächst die Ränge eins und drei.
Die Neuseeländerin Valerie Adams war als Olympiasiegerin von 2008 und dreifache Weltmeisterin die klare Favoritin. Konkurrenz hatte sie eigentlich nur durch die Athletinnen, die sich nachträglich als gedopt erwiesen. Für die Plätze dahinter hatten vor allem die US-Amerikanerin Michelle Carter und die Chinesinnen die besten Aussichten.
Adams übernahm im ersten Versuch mit 20,61 m die Spitze, gefolgt von der Chinesin Gong Lijiao mit 20,13 m, der gedopten Astaptschuk (20,01 m), der ebenfalls gedopten Kolodko (19,45 m) und der Chinesin Liu Xiangrong (19,18 m). Die US-Amerikanerin Michelle Carter war Sechste mit 19,05 m. Astaptschuk verbesserte sich mit ihren nächsten beiden Stößen über 21,31 m auf 21,36 m. Adams steigerte sich nach einem ungültigen Versuch auf 20,70 m, die Entscheidung ganz vorne war damit gefallen. Im fünften Versuch stieß Gong 20,22 m und war damit Dritte. Doch im letzten Durchgang wurde sie von Kolodko, die sich auf 20,48 m steigerte, zunächst noch vom Medaillenplatz verdrängt. Carter in Durchgang vier 19,42 m und war damit zwischenzeitliche Fünfte. Die Chinesin Li Ling erreichte mit ihrem letzten Stoß 19,63 m und eroberte damit zunächst den fünften Platz, was ihr letztendlich nach den dopingbedingten Disqualifikationen die Bronzemedaille einbrachte. Gold gab es im offiziellen Endklassement für Valerie Adams, Silber für Gong Lijiao.
Valerie Adams war nach Tamara Press aus der Sowjetunion – 1956 und 1960 – erst die zweite Kugelstoßerin, die ihren Olympiasieg wiederholen konnte.

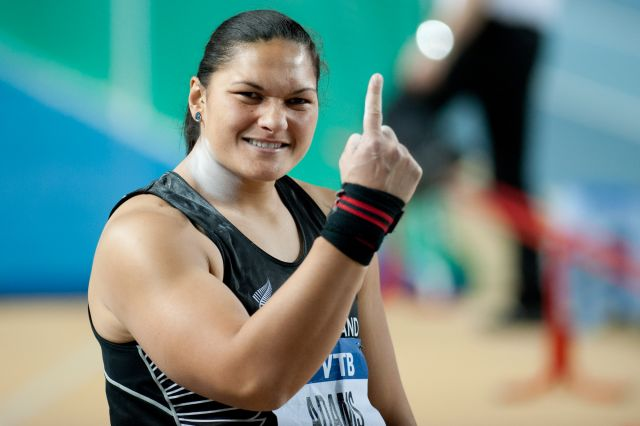
Erneut Olympiasiegerin: Valerie Adams
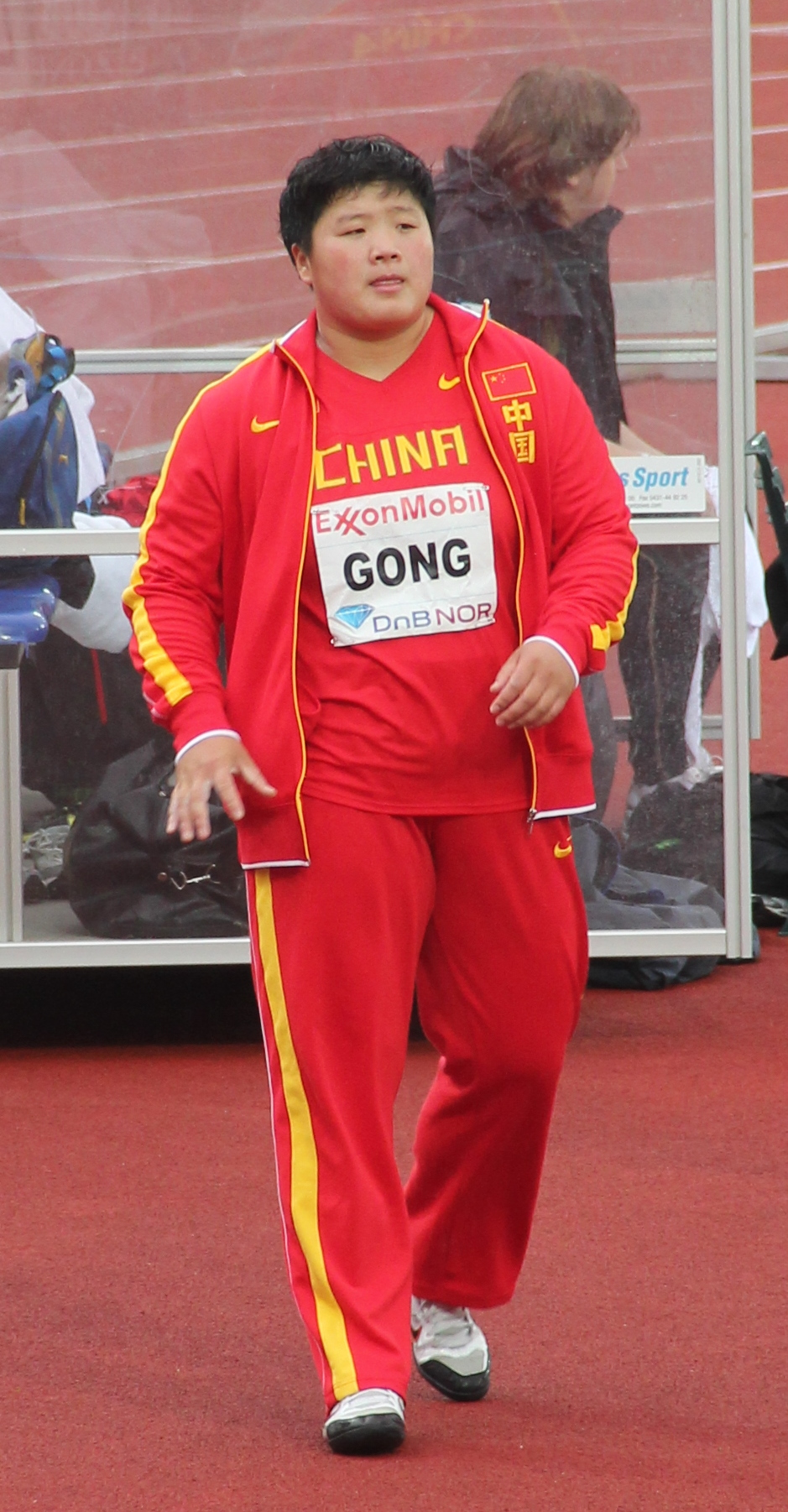
Silbermedaillengewinnerin Gong Lijiao
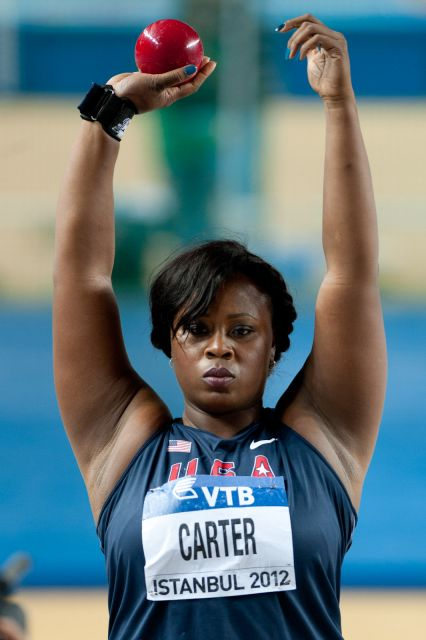
Michelle Carter belegte Rang vier
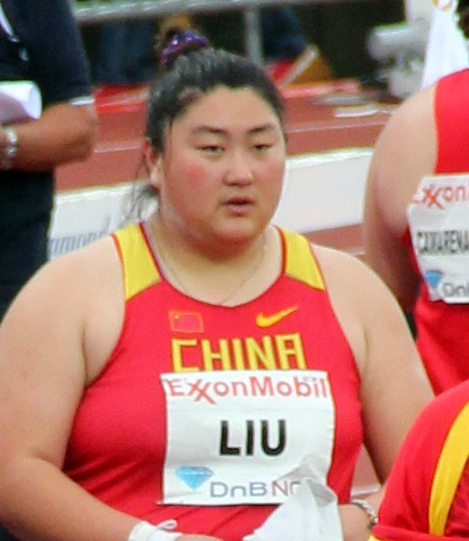
Liu Xiangrong wurde Olympiafünfte
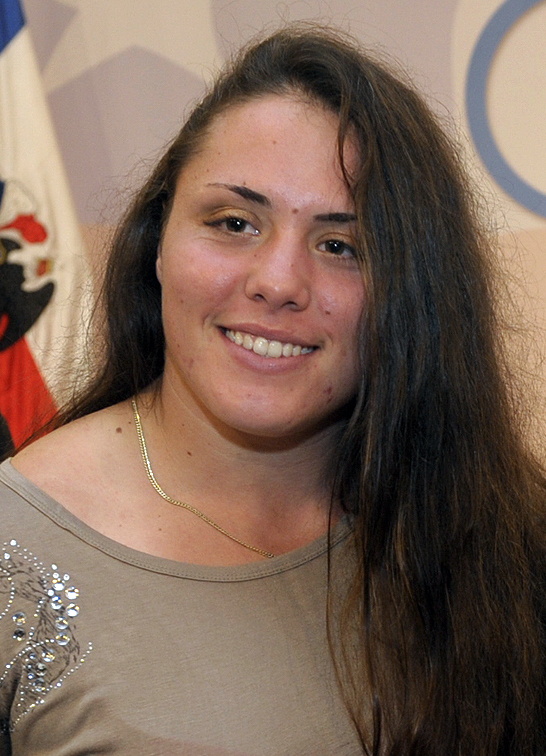
Natalia Ducó kam auf den achten Platz
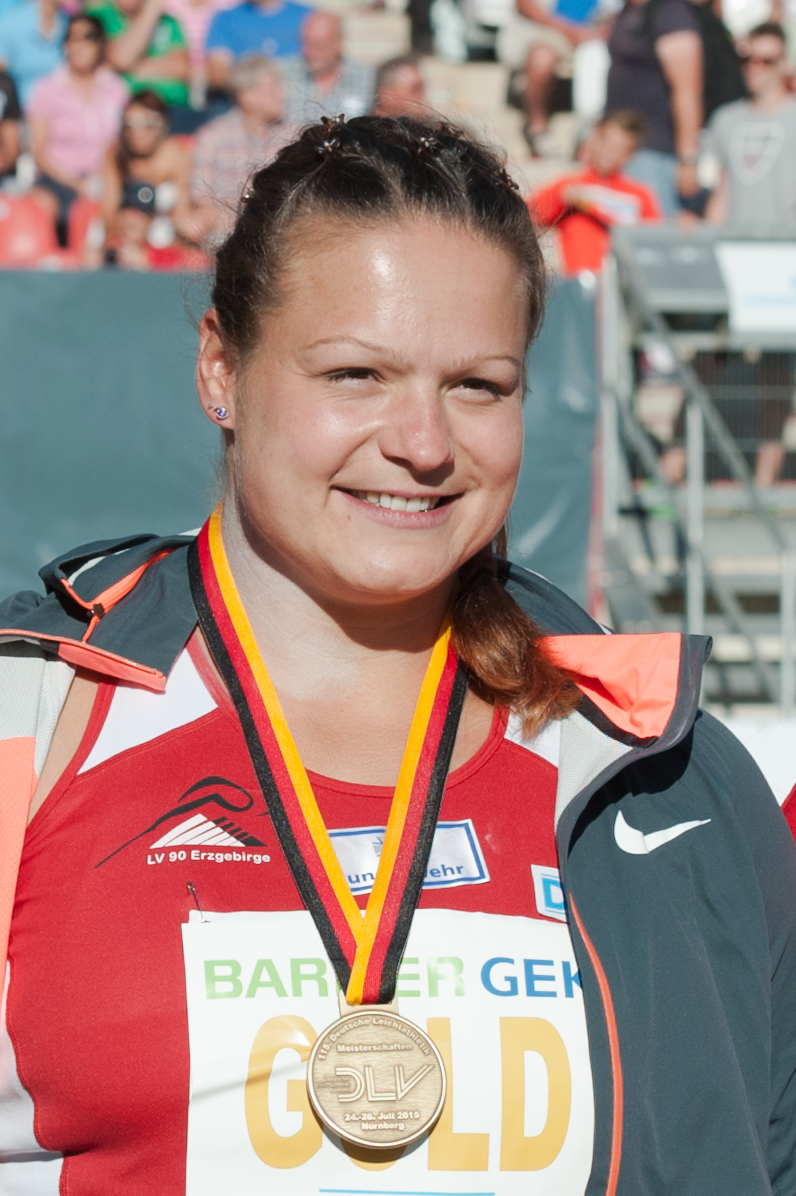
Die Olympianeunte Christina Schwanitz
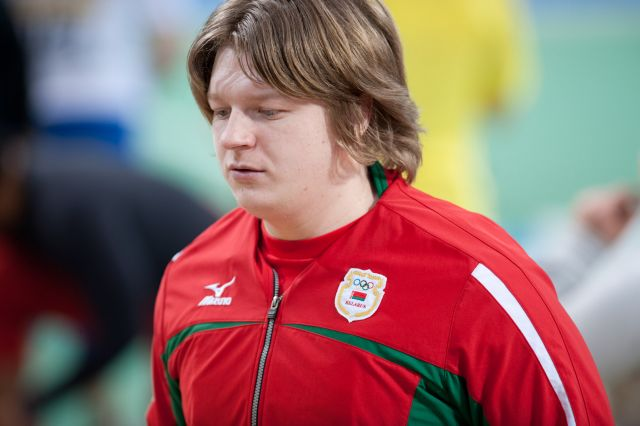
Die disqualifizierte Dopingsünderin Nadseja Astaptschuk
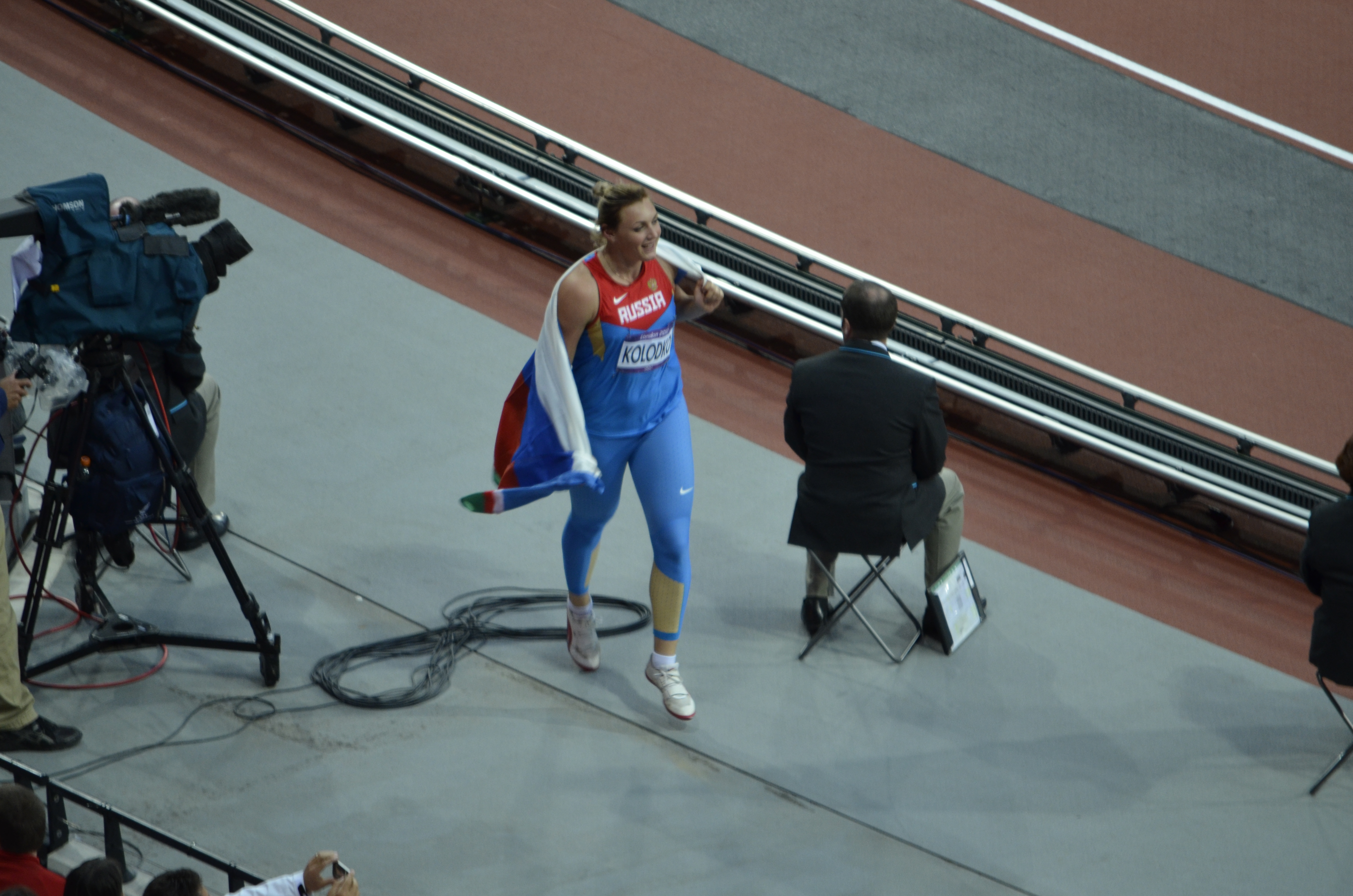
Jewgenija Kolodko – gedopt und disqualifiziert

## Videolinks
- OG 2012 SHOT PUT Women Final, youtube.com, abgerufen am 21. April 2022